# Ateneu Igualadí de la Classe Obrera
Ateneu Igualadí de la Classe Obrera és una entitat fundada a Igualada el 1863 per quatre teixidors a mà de la quadra de “Ca l'Olaguer” (Antoni Vila Ratera, Antoni Carner, Ferran Salat i Josep Estany) que aportaven un ral a la setmana. Posteriorment, amb nou obrers més (Josep Riba, Joan Tomàs, Jaume Veciana, Josep Canyelles, Francesc Baqué, Josep Martí, Joan Borràs, Pere Bertran i Josep Badia) varen constituir els 13 fundadors inicials. Les primeres reunions es feien al Café del Pardalet a la Rambla. Sol·licitaren l'ajut i beneplàcit del Pare Marià Ferrer i Estruch amb l'objectiu de crear un centre instructiu, de formació cultural i professional, posant la cultura a l'abast de tothom.
L'aprovació dels estatuts de l'Ateneu Igualadí per part del governador de la província de Barcelona fou el 21 de gener de 1863. La primera Junta Directiva es constituí el 23 d'agost de 1863 i el formen el President (Antoni Vila), Vicepresident (Josep Estany), Tresorer (Francesc Baqué), Comptador (Antoni Carner), Vocals (Sebastià Drets i Maure Marimon), Secretari (Josep Ferran). El primer local social estava situat en un pis del número 21 del carrer Sant Magí. L'Ateneu Igualadí de la Classe Obrera va ser inaugurat el 25 d'agost de l'any 1863 en un acte al Teatre Principal. El 25 del mes de setembre del mateix any s'inauguraven les Escoles nocturnes de l'Ateneu sota la direcció del Pare Marià.
El 18 de juliol de 1873, les tropes carlines, que entraren a Igualada per la muralla del passeig, van incendiar l'edifici de l'Ateneu, que va quedar totalment destruït. Acabada la guerra, al 1876, després de perdre el local, s'instal·len les dependències de l'Ateneu al carrer d'Òdena, a la sala anomenada “ la Carraca”, on es va organitzar espai per representacions de teatre, un saló d'esbarjo, una sala de lectura, una sala d'ensenyament i la sala de dibuix. L'Ateneu necessitava més espai donat l'èxit assolit en la seva tasca docent, així que l'any 1877 s'inicia la construcció del nou i actual edifici al carrer Sant Pau que s'inaugura el 24 d'agost del 1878, durant la Festa Major de la ciutat. El teatre de l'Ateneu Igualadí s'inaugura el mes d'abril de l'any 1900, construït pel mestre d'obres Josep Vic i Aguilera i dissenyat per l'arquitecte Pau Salvat i Espasa. La decoració es va encarregar a l'escenògraf Salvador Alarma i a l'escultor Josep Campeny. La nit del 15 de desembre de 1909 es produí un violent incendi, que va destruir l'escenari i va malmetre la platea i el primer pis.
Gràcies a les aportacions dels socis i de les entitats asseguradores es va poder reedificar un de nou, l'actual, i es va poder re-inaugurar entre el 14 i el 16 d'agost de 1910, obra de Pau Salvat. Entre aquestes remodelacions es va aixecar un segon pis i es va donar mobilitat a la platea per tal de posar-la nivell d'escenari en cas de voler-hi celebrar balls o sopars. Això va convertir aquest teatre en un dels més grans i complerts de Catalunya amb 1150 persones d'aforament.
Un dels primers socis honoraris de l'Ateneu fou Josep Anselm Clavé. En foren presidents destacats Joan Serra i Constansó o Amadeu Biosca i Busqué.
L'any 1939, l'Ateneu Igualadí queda confiscat per la Guàrdia Civil i posat en mans de Falange i de les J.O.N.S, se li canvia el nom per Centro Nacional fins a l'any 1978, data de la recuperació plena de l'entitat.

## Descripció

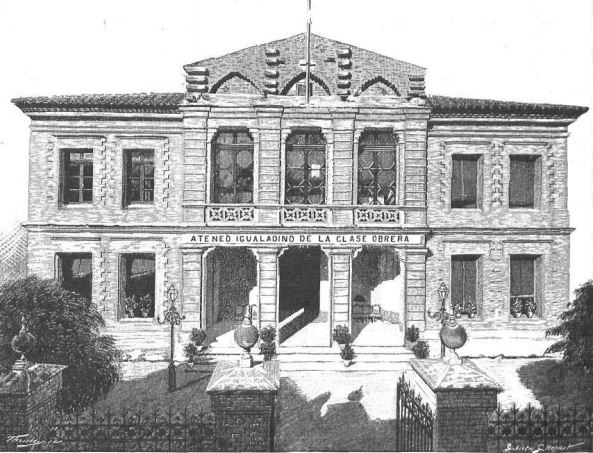
L'Ateneu el 1893

L'edifici és de l'any 1878, amb Pau Riera i Galtés com a mestre d'obres i com a autor també d'un brollador modernista situat al jardí. Compta amb un teatre projectat per Pau Salvat i Espasa i construït l'any 1913.
Durant l'època de major activitat (abans de la dictadura de Primo de Rivera i durant la Segona República Espanyola), es realitzaren importants conferències de personatges com Àngel Guimerà, Carles Pi i Sunyer, Joan Puig i Ferreter, Ventura Gassol, Joan Peiró, Rafael Campalans, Joaquim Maurín, Antoni Rovira i Virgili, Carles Rahola o Pau Vila. També se celebraren importants certamens literaris i diverses exposicions.
El 1939, a la fi de la guerra civil espanyola, l'Ateneu fou clausurat i confiscat per les autoritats franquistes i passa a ser el Centro Nacional, fins al 1977, quan s'inicià el període de recuperació, gràcies a la voluntat d'antics socis i de la vila d'Igualada. Durant aquesta època l'Ateneu va haver de fer front a una rehabilitació, ja que les instal·lacions estaven força deteriorades i es va haver de vendre una part important del patrimoni de l'Ajuntament, concretament el camp del Xipreret, així com cedir la gestió del teatre a l'Ajuntament per poder pagar les obres de rehabilitació.
Actualment té una biblioteca-sala d'estudi i acull una vintena d'entitats, incloent-hi un cine-club, un esbart dansaire i un equip de futbol. El 2008 va rebre la Creu de Sant Jordi.

## Escoles

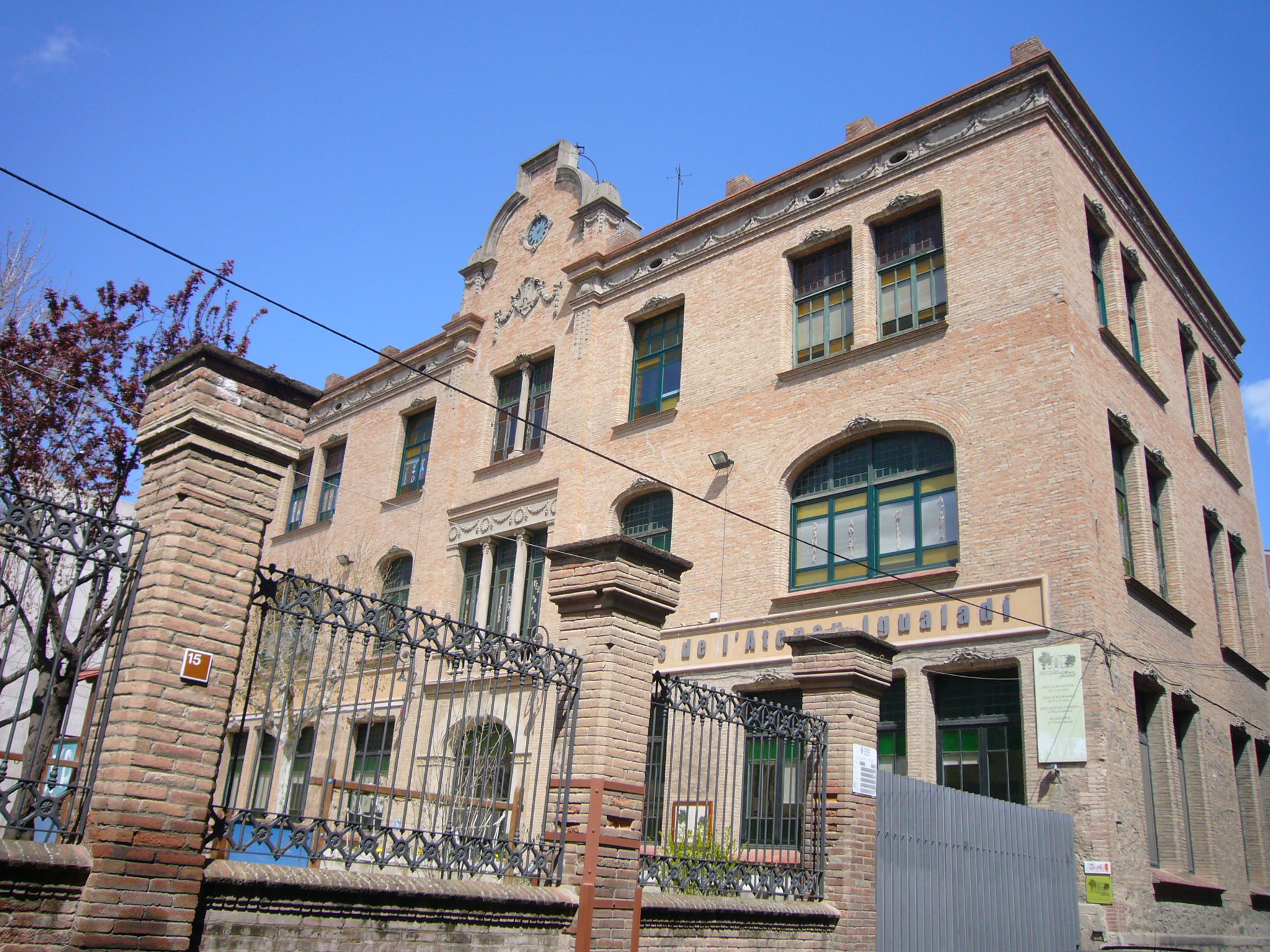
Escoles de l'Ateneu Igualadí, obra de l'arquitecte Josep Pausas i Coll

Les Escoles de l'Ateneu Igualadí van ser des de l'inici un dels elements més importants de l'Ateneu i s'iniciaren el setembre de 1863 amb classes vespertines per a adults. El 1864 s'inaugurà l'escola de dibuix i el 1871 començaren les classes de música. L'any 1890 començà l'escola diürna destinada a nois de més de 8 anys i l'any 1908 l'escola per a nenes en el nou edifici del carrer Sant Pau.
L'any 1915 els germans Jaume i Artur Garcia Fossas van donar 5.000 pessetes a l'Ateneu per la compra d'uns terrenys per a la ubicació de l'edifici d'un nou Palau Escolar. L'any 1917 lliuraren 20.000 pessetes per a l'adquisició d'una casa del carrer de l'Amnistia, per edificar les noves escoles i l'any 1918, Jaume costejà tot el mobiliari per a l'escola, a la memòria del seu fill, mort a conseqüència de la grip. El nou Palau Escolar, obra d'estètica noucentista de 1919 de l'arquitecte Josep Pausas i Coll s'inaugurà el 1920. Els Garcia Fossas també patrocinaren les colònies d'estiu per als alumnes pobres de les Escoles.
Durant la guerra civil espanyola les escoles continuaren funcionant, fins que el 1939 l'activitat de l'Ateneu i de les Escoles s'aturà.
El 1978 es recuperà l'Ateneu i les seves escoles tornaren a funcionar. En l'actualitat formen infants des dels 0 fins als 18 anys, conjuntament amb la Llar d'Infants i l'Escola Anoia, centre d'Educació Secundària creat l'any 1996 per tres centres de primària igualadins: Col·legi Jesús Maria, Fundació Escola Mowgli i Escoles de l'Ateneu Igualadí.

## Brollador
El Brollador de l'Ateneu Igualadí de la Classe Obrera és una obra del municipi d'Igualada (Anoia) que forma part de l'Inventari del Patrimoni Arquitectònic de Catalunya. És un element ornamental adossat a la paret format per un brollador amb dos bancs als costats. És de formes sinuoses i està revestit amb trencadís en el qual predomina el color verd en el brollador i el marró en els bancs. La base del brollador té forma de petxina amb una rocalla a l'interior amb elements vegetals per on baixa l'aigua. Del treball de trencadís cal remarcar els dibuixos ornamentals els quals són dues flors i la "A" de l'Ateneu i l'abella, símbol de l'entitat. Sembla que el sr. Roura, propietari d'una fàbrica, va fer construir aquest brollador.